# Eloeophila aldrichi
Eloeophila aldrichi är en tvåvingeart. Eloeophila aldrichi ingår i släktet Eloeophila och familjen småharkrankar.

## Underarter
Arten delas in i följande underarter:
- E. a. abrupta
- E. a. aldrichi
- E. a. alticrista
- E. a. collata